# Nikolai Alho
Nikolai Alho (Helsinki, 1993. március 12. –) finn válogatott labdarúgó, az Asztérasz Trípolisz játékosa.

## Pályafutása

### Klubcsapatokban
Alho a finn Klubi 04 csapatában 2009 és 2012 között futballozott, majd leigazolta őt a Helsingin JK csapata. A HJK-val 2012 és 2016 között háromszor lett finn bajnok és egyszer kupagyőztes, a csapattal a 2014–2015-ös Európa-liga csoportkörében szerepelt. 2017-ben a svéd Halmstads BK igazolta le. 2018 után ismét a finn HJK játékosa volt. 2021-ben igazolt az MTK Budapest FC-hez. 2022 januárjáig volt a budapesti csapat játékosa, az élvonalban 17 alkalommal lépett pályára. Ezt követően a görög Vóloszban folytatta pályafutását.

### A válogatottban
Többszörös finn utánpótlás válogatott, a felnőtt válogatottban 2014-ben debütált egy Omán elleni felkészülési mérkőzésen.

#### Mérkőzései a finn válogatottban
| #  | Dátum               | Ellenfél            | Eredmény | Kiírás                                     | Esemény |
| -- | ------------------- | ------------------- | -------- | ------------------------------------------ | ------- |
| 1. | 2014. január 24.    | Omán                | 0 – 0    | barátságos mérkőzés                        |         |
| 2. | 2020. szeptember 6. | Írország            | 1 – 0    | Nemzetek Ligája                            |         |
| 3. | 2020. október 7.    | Lengyelország       | 1 – 5    | barátságos mérkőzés                        |         |
| 4. | 2020. október 11.   | Bulgária            | 2 – 0    | Nemzetek Ligája                            | 87'     |
| 5. | 2020. november 11.  | Franciaország       | 2 – 0    | barátságos mérkőzés                        | 67'     |
| 6. | 2020. november 15.  | Bulgária            | 2 – 1    | Nemzetek Ligája                            | 10'     |
| 7. | 2020. november 18.  | Wales               | 1 – 3    | Nemzetek Ligája                            |         |
| 8. | 2021. március 24.   | Bosznia-Hercegovina | 2 – 2    | 2022-es labdarúgó-világbajnokság-selejtező |         |
| 9. | 2021. március 28.   | Ukrajna             | 1 – 1    | 2022-es labdarúgó-világbajnokság-selejtező | 17'     |

| Finnország | Finnország | Finnország |
| Év         | Mérk.      | Gólok      |
| ---------- | ---------- | ---------- |
| 2014       | 1          | 0          |
| 2015       | –          | –          |
| 2016       | –          | –          |
| 2017       | –          | –          |
| 2018       | –          | –          |
| 2019       | –          | –          |
| 2020       | 6          | 0          |
| 2021       | 2          | 0          |
| Összesen   | 9          | 0          |

## Sikerei, díjai

### Klubcsapatokban
Helsingin JK
- Finn bajnok: 2012, 2013, 2014, 2018, 2020[5]
- Finn kupagyőztes: 2014, 2020
- Finn ligakupa-győztes: 2015

### Egyéni
- Veikkausliiga Az év csapata: 2020[6]